# Tony Canzoneri
Tony Canzoneri est un boxeur américain né le 6 novembre 1908 à Slidell en Louisiane et mort le 9 décembre 1959 à Staten Island (New York).

## Carrière
Il remporte au cours de sa carrière professionnelle le titre de champion du monde dans trois catégories différentes entre 1928 et 1936 : en poids plumes (1928), en poids légers (1930-1933, 1935-1936) et en poids super-légers (1931-1932, 1933). 

## Distinctions
- Tony Canzoneri est élu boxeur de l'année en 1934 par Ring Magazine.
- Il est membre de l'International Boxing Hall of Fame depuis 1990[1].